# 용인삼계고등학교
용인삼계고등학교(龍仁三溪高等學校)는 대한민국 경기도 용인시 처인구 포곡읍 삼계리에 있는 공립 고등학교이다.

## 학교 연혁
- 2015년 3월 2일 : 제1대 이종태 교장 취임
- 2015년 3월 2일 : 신입생 247명 입학
- 2021년 3월 2일 : 제3대 김영우 교장 취임
- 2022년 1월 6일 : 208명 졸업
- 2023년 3월 2일 : 신입생 276명 입학

## 참고 자료
- 용인삼계고등학교 - 한국교육학술정보원 학교알리미